# 2009-es Formula–1 bahreini nagydíj
A bahreini nagydíj volt a 2009-es Formula–1 világbajnokság negyedik futama, amelyet 2009. április 24. és április 26. között rendeztek meg a bahreini Bahrain International Circuiten, Szahírban.

## Szabadedzések

### Első szabadedzés
A bahreini nagydíj első szabadedzését április 24-én, pénteken délelőtt tartották. Az első helyen Lewis Hamilton, a második helyen Nick Heidfeld, a harmadik helyen pedig Robert Kubica végzett.

| Helyezés | Versenyző            | Csapat/Motor         | Elért idő | Különbség | Futott kör |
| -------- | -------------------- | -------------------- | --------- | --------- | ---------- |
| 1        | Lewis Hamilton       | McLaren-Mercedes     | 1:33,647  | -         | 19         |
| 2        | Nick Heidfeld        | BMW Sauber           | 1:33,907  | + 0,260   | 17         |
| 3        | Robert Kubica        | BMW Sauber           | 1:33,938  | + 0,291   | 17         |
| 4        | Nico Rosberg         | Williams-Toyota      | 1:34,227  | + 0,580   | 24         |
| 5        | Jenson Button        | Brawn-Mercedes       | 1:34,434  | + 0,787   | 15         |
| 6        | Heikki Kovalainen    | McLaren-Mercedes     | 1:34,502  | + 0,855   | 24         |
| 7        | Rubens Barrichello   | Brawn-Mercedes       | 1:34,531  | + 0,884   | 18         |
| 8        | Felipe Massa         | Ferrari              | 1:34,589  | + 0,942   | 17         |
| 9        | Mark Webber          | Red Bull-Renault     | 1:34,827  | +1,180    | 21         |
| 10       | Kimi Räikkönen       | Ferrari              | 1:34,827  | + 1,180   | 19         |
| 11       | Nakadzsima Kazuki    | Williams-Toyota      | 1:34,880  | + 1,233   | 24         |
| 12       | Sebastian Vettel     | Red Bull-Renault     | 1:34,938  | + 1,291   | 21         |
| 13       | Nelson Piquet Jr.    | Renault              | 1:34,974  | + 1,327   | 21         |
| 14       | Adrian Sutil         | Force India-Mercedes | 1:35,021  | + 1,374   | 18         |
| 15       | Jarno Trulli         | Toyota               | 1:35,036  | + 1,389   | 22         |
| 16       | Giancarlo Fisichella | Force India-Mercedes | 1:35,042  | + 1,395   | 16         |
| 17       | Timo Glock           | Toyota               | 1:35,333  | + 1,686   | 20         |
| 18       | Fernando Alonso      | Renault              | 1:35,348  | + 1,701   | 24         |
| 19       | Sébastien Bourdais   | Toro Rosso-Ferrari   | 1:35,353  | + 1,706   | 22         |
| 20       | Sébastien Buemi      | Toro Rosso-Ferrari   | 1:35,369  | + 1,722   | 15         |

### Második szabadedzés
A bahreini nagydíj második szabadedzését április 24-én, pénteken délután tartották. Az első helyen Nico Rosberg, a második helyen Fernando Alonso, a harmadik helyen pedig Jarno Trulli végzett.

| Helyezés | Versenyző            | Csapat/Motor         | Elért idő | Különbség | Futott kör |
| -------- | -------------------- | -------------------- | --------- | --------- | ---------- |
| 1        | Nico Rosberg         | Williams-Toyota      | 1:33,339  | -         | 36         |
| 2        | Fernando Alonso      | Renault              | 1:33,530  | + 0,191   | 25         |
| 3        | Jarno Trulli         | Toyota               | 1:33,616  | + 0,277   | 37         |
| 4        | Sebastian Vettel     | Red Bull-Renault     | 1:33,661  | + 0,322   | 29         |
| 5        | Mark Webber          | Red Bull-Renault     | 1:33,676  | +0,337    | 32         |
| 6        | Jenson Button        | Brawn-Mercedes       | 1:33,694  | + 0,355   | 35         |
| 7        | Adrian Sutil         | Force India-Mercedes | 1:33,763  | + 0,424   | 30         |
| 8        | Timo Glock           | Toyota               | 1:33,764  | + 0,425   | 37         |
| 9        | Rubens Barrichello   | Brawn-Mercedes       | 1:33,885  | + 0,546   | 30         |
| 10       | Nakadzsima Kazuki    | Williams-Toyota      | 1:33,899  | + 0,560   | 36         |
| 11       | Lewis Hamilton       | McLaren-Mercedes     | 1:33,994  | + 0,655   | 30         |
| 12       | Giancarlo Fisichella | Force India-Mercedes | 1:34,025  | + 0,686   | 23         |
| 13       | Sébastien Buemi      | Toro Rosso-Ferrari   | 1:34,127  | + 0,788   | 37         |
| 14       | Sébastien Bourdais   | Toro Rosso-Ferrari   | 1:34,366  | + 1,027   | 26         |
| 15       | Nelson Piquet Jr.    | Renault              | 1:34,411  | + 1,072   | 29         |
| 16       | Felipe Massa         | Ferrari              | 1:34,564  | + 1,225   | 34         |
| 17       | Robert Kubica        | BMW Sauber           | 1:34,605  | + 1,266   | 31         |
| 18       | Kimi Räikkönen       | Ferrari              | 1:34,670  | + 1,331   | 28         |
| 19       | Heikki Kovalainen    | McLaren-Mercedes     | 1:34,764  | + 1,425   | 35         |
| 20       | Nick Heidfeld        | BMW Sauber           | 1:34,790  | + 1,451   | 33         |

### Harmadik szabadedzés
A bahreini nagydíj harmadik szabadedzését április 25-én, szombaton délelőtt tartották. Az első helyen Timo Glock, a második helyen Felipe Massa, a harmadik helyen pedig Nico Rosberg végzett.

| Helyezés | Versenyző            | Csapat/Motor         | Elért idő | Különbség | Futott kör |
| -------- | -------------------- | -------------------- | --------- | --------- | ---------- |
| 1        | Timo Glock           | Toyota               | 1:32,605  | -         | 16         |
| 2        | Felipe Massa         | Ferrari              | 1:32,728  | + 0,123   | 20         |
| 3        | Nico Rosberg         | Williams-Toyota      | 1:32,906  | + 0,301   | 18         |
| 4        | Lewis Hamilton       | McLaren-Mercedes     | 1:32,975  | + 0,370   | 16         |
| 5        | Kimi Räikkönen       | Ferrari              | 1:32,986  | + 0,381   | 18         |
| 6        | Nelson Piquet Jr.    | Renault              | 1:33,176  | + 0,571   | 19         |
| 7        | Robert Kubica        | BMW Sauber           | 1:33,195  | + 0,590   | 13         |
| 8        | Nakadzsima Kazuki    | Williams-Toyota      | 1:33,302  | + 0,697   | 17         |
| 9        | Jarno Trulli         | Toyota               | 1:33,397  | + 0,792   | 19         |
| 10       | Nick Heidfeld        | BMW Sauber           | 1:33,415  | + 0,810   | 14         |
| 11       | Sebastian Vettel     | Red Bull-Renault     | 1:33,443  | + 0,838   | 16         |
| 12       | Heikki Kovalainen    | McLaren-Mercedes     | 1:33,478  | + 0,873   | 12         |
| 13       | Fernando Alonso      | Renault              | 1:33,482  | + 0,877   | 13         |
| 14       | Adrian Sutil         | Force India-Mercedes | 1:33,534  | + 0,929   | 17         |
| 15       | Jenson Button        | Brawn-Mercedes       | 1:33,586  | + 0,981   | 17         |
| 16       | Rubens Barrichello   | Brawn-Mercedes       | 1:33,686  | + 1,081   | 17         |
| 17       | Sébastien Buemi      | Toro Rosso-Ferrari   | 1:33,720  | + 1,115   | 15         |
| 18       | Mark Webber          | Red Bull-Renault     | 1:33,726  | +1,121    | 14         |
| 19       | Giancarlo Fisichella | Force India-Mercedes | 1:33,962  | + 1,357   | 15         |
| 20       | Sébastien Bourdais   | Toro Rosso-Ferrari   | 1:34,990  | + 2,385   | 7          |

## Időmérő edzés
A bahreini nagydíj időmérő edzését április 25-én, szombaton, közép-európai idő szerint 13:00 és 14:00 között futották. Az első sorból a két toyotás versenyző, Jarno Trulli és Timo Glock rajtolhatott, míg a harmadik helyről a red bullos Sebastian Vettel indult.

### Az edzés végeredménye
| Helyezés | Versenyző            | Csapat/Motor         | 1. rész  | 2. rész  | 3. rész  |
| -------- | -------------------- | -------------------- | -------- | -------- | -------- |
| 1        | Jarno Trulli         | Toyota               | 1:32.799 | 1:32.671 | 1:33.431 |
| 2        | Timo Glock           | Toyota               | 1:33.165 | 1:32.613 | 1:33.712 |
| 3        | Sebastian Vettel     | Red Bull-Renault     | 1:32:321 | 1:31:765 | 1:34.015 |
| 4        | Jenson Button        | Brawn-Mercedes       | 1:32.978 | 1:32.842 | 1:34.044 |
| 5        | Lewis Hamilton       | McLaren-Mercedes     | 1:32.851 | 1:32.877 | 1:34.196 |
| 6        | Rubens Barrichello   | Brawn-Mercedes       | 1:33.116 | 1:32.842 | 1:34.239 |
| 7        | Fernando Alonso      | Renault              | 1:33.627 | 1:32.860 | 1:34.578 |
| 8        | Felipe Massa         | Ferrari              | 1:33:344 | 1:33.014 | 1:34.818 |
| 9        | Nico Rosberg         | Williams-Toyota      | 1:33.672 | 1:33.166 | 1:35.134 |
| 10       | Kimi Räikkönen       | Ferrari              | 1:33.117 | 1:32.827 | 1:35.380 |
| 11       | Heikki Kovalainen    | McLaren-Mercedes     | 1:33.479 | 1:33.242 |          |
| 12       | Nakadzsima Kazuki    | Williams-Toyota      | 1:33.221 | 1:33.348 |          |
| 13       | Robert Kubica        | BMW Sauber           | 1:33.495 | 1:33.487 |          |
| 14       | Nick Heidfeld        | BMW Sauber           | 1:33.377 | 1:33.562 |          |
| 15       | Nelson Piquet Jr.    | Renault              | 1:33.608 | 1:33.941 |          |
| 16       | Sébastien Buemi      | Toro Rosso-Ferrari   | 1:33.750 |          |          |
| 17       | Giancarlo Fisichella | Force India-Mercedes | 1:33.900 |          |          |
| 18       | Mark Webber          | Red Bull-Renault     | 1:33:954 |          |          |
| 19       | Adrian Sutil*        | Force India-Mercedes | 1:34:123 |          |          |
| 20       | Sébastien Bourdais   | Toro Rosso-Ferrari   | 1:34.421 |          |          |

* Adrian Sutil háromhelyes rajtbüntetést kapott Mark Webber feltartásáért.

## Futam
A bahreini nagydíj futama április 26-án, vasárnap, közép-európai idő szerint 14:00-kor rajtolt.
| Helyezés | Rajtszám | Versenyző            | Csapat/Motor         | Futott kör | Idő/Kiesés oka | Rajthely | Pont |
| -------- | -------- | -------------------- | -------------------- | ---------- | -------------- | -------- | ---- |
| 1        | 22       | Jenson Button        | Brawn-Mercedes       | 57         | 1h31:48.182    | 4        | 10   |
| 2        | 15       | Sebastian Vettel     | Red Bull-Renault     | 57         | + 7.187        | 3        | 8    |
| 3        | 9        | Jarno Trulli         | Toyota               | 57         | + 9.170        | 1        | 6    |
| 4        | 1‡       | Lewis Hamilton       | McLaren-Mercedes     | 57         | + 22.096       | 5        | 5    |
| 5        | 23       | Rubens Barrichello   | Brawn-Mercedes       | 57         | + 37.779       | 6        | 4    |
| 6        | 4‡       | Kimi Räikkönen       | Ferrari              | 57         | + 42.057       | 10       | 3    |
| 7        | 10       | Timo Glock           | Toyota               | 57         | + 42.880       | 2        | 2    |
| 8        | 7‡       | Fernando Alonso      | Renault              | 57         | + 52.775       | 7        | 1    |
| 9        | 16       | Nico Rosberg         | Williams-Toyota      | 57         | + 58.198       | 9        |      |
| 10       | 8‡       | Nelson Piquet Jr.    | Renault              | 57         | + 1:05.149     | 15       |      |
| 11       | 14       | Mark Webber          | Red Bull-Renault     | 57         | + 1:07.641     | 18       |      |
| 12       | 2‡       | Heikki Kovalainen    | McLaren-Mercedes     | 57         | + 1:17.824     | 11       |      |
| 13       | 11       | Sébastien Bourdais   | Toro Rosso-Ferrari   | 57         | + 1:18.805     | 20       |      |
| 14       | 3‡       | Felipe Massa         | Ferrari              | 56         | + 1 kör        | 8        |      |
| 15       | 21       | Giancarlo Fisichella | Force India-Mercedes | 56         | + 1 kör        | 17       |      |
| 16       | 20       | Adrian Sutil         | Force India-Mercedes | 56         | + 1 kör        | 19       |      |
| 17       | 12       | Sebastien Buemi      | Toro Rosso-Ferrari   | 56         | + 1 kör        | 16       |      |
| 18       | 5‡       | Robert Kubica        | BMW Sauber           | 56         | + 1 kör        | 13       |      |
| 19       | 6‡       | Nick Heidfeld        | BMW Sauber           | 56         | + 1 kör        | 14       |      |
| Ki       | 17       | Nakadzsima Kadzuki   | Williams-Toyota      | 48         | Olajnyomás     | 12       |      |

* A ‡-val jelzett autók használták a KERS-t.

## A világbajnokság állása a verseny után
| H  | Versenyzők         | Pont | H  | Konstruktőrök    | Pont |
| -- | ------------------ | ---- | -- | ---------------- | ---- |
| 1. | Jenson Button      | 31   | 1. | Brawn-Mercedes   | 50   |
| 2. | Rubens Barrichello | 19   | 2. | Red Bull-Renault | 27,5 |
| 3. | Sebastian Vettel   | 18   | 3. | Toyota           | 26,5 |
| 4. | Jarno Trulli       | 14,5 | 4. | McLaren-Mercedes | 13   |
| 5. | Timo Glock         | 12   | 5. | Renault          | 5    |

## Statisztikák
Vezető helyen:
- Timo Glock: 10 (1-10)
- Jenson Button: 36 (13-15 / 22-37 / 41-57)
- Sebastian Vettel: 7 (16-19 / 38-40)
- Kimi Räikkönen: 2 (20-21)
- Jarno Trulli: 2 (12-12)

Jenson Button 4. győzelme, Jarno Trulli 4. pole-pozíciója, 1. leggyorsabb köre.
- Brawn 3. győzelme.
- Nick Heidfeld a 19. helyre hozta be autóját, kiegyenlítve Michael Schumacher 24 egymás utáni célba érkezési rekordját. Heidfeld utoljára a 2007-es amerikai nagydíjon esett ki, míg Schumacher a 2001-es magyar nagydíj és a 2003-as maláj nagydíj között állította be a csúcsot.